# Réjane Cardinal
Réjane Cardinal (* 25. Dezember 1926 in Montreal; † 11. Juni 2000 ebenda) war eine kanadische Sängerin (Mezzosopran).

## Leben
Cardinal hatte von 1941 bis 1943 privaten Unterricht bei Roger Filiatrault und studierte dann an der École Vincent-d’Indy. 1947 war sie Stipendiatin der Sarah Fischer Concerts, 1948 des Montreal Social Club. Von 1949 bis 1951 war sie Schülerin von Charles Panzéra in Paris, wo sie in dieser Zeit einige Konzerte gab. Nach ihrer Rückkehr nach Montreal studierte sie Operngesang bei Raoul Jobin.
Für die Youth and Music Canada unternahm Cardinal 1951 und 1952 eine Konzerttournee durch die Provinz Quebec, eine weitere durch Frankreich folgte 1962–63. Mit den Variétés lyriquessang sie 1953 die Suzuki in Madama Butterfly. Im Rundfunk der CBC hatte sie Auftritte als Marie in Hector Berlioz’ L’enfance du Christ, als Genviève in Claude Debussys Pelléas et Mélisande, in Francis Poulencs Dialogues des Carmélites und in Giacomo Puccinis Suor Angelica.
Für ihre Darstellung der Mutter in der CBC-Fernsehproduktion von Gian Carlo Menottis Oper Amahl and the Night Visitors erhielt sie 1961 den Preis als beste Opernkünstlerin des Congrès du spectacle in Montreal. 1962 sang sie bei den Montreal Festivals in sechs Aufführungen von Così fan tutte die Dorabella. Am Théâtre lyrique de Nouvelle-France war sie 1965 die Taven in Gounods Mireille und in der Saison 1968–69 die Charlotte in Massenets Werther. Als Konzertsängerin trat sie mehrfach mit dem Quebec Symphony Orchestra auf.

## Quelle
- The Canadian Encyclopedia - Rejane Cardinal

| Personendaten    | Personendaten       |
| ---------------- | ------------------- |
| NAME             | Cardinal, Réjane    |
| KURZBESCHREIBUNG | kanadische Sängerin |
| GEBURTSDATUM     | 25. Dezember 1926   |
| GEBURTSORT       | Montreal            |
| STERBEDATUM      | 11. Juni 2000       |
| STERBEORT        | Montreal            |